# Tendzin Gyatsho (Demo Hutuktu)
| Tibetische Bezeichnung                             |
| -------------------------------------------------- |
| Tibetische Schrift: དེ་མོ་བསྟན་འཛིན་རྒྱ་མཚོ་              |
| Wylie-Transliteration: bstan ’dzin rgya mtsho      |
| Aussprache in IPA: [tɛ̃tsĩ catsʰo]                  |
| Offizielle Transkription der VRCh: Dainzin Gyaco   |
| THDL-Transkription: Tenzin Gyatsho                 |
| Andere Schreibweisen: Tenzin Gyatso, Tänzin Gyatso |
| Chinesische Bezeichnung                            |
| Traditionell: 丹增嘉措                             |
| Vereinfacht: 丹增嘉措                              |
| Pinyin:Dānzēng Jiācuò                              |

Tendzin Gyatsho (geb. 1901; gest. 1973) war der 10. Demo Rinpoche bzw. Demo Hutuktu der Gelug-Schule des tibetischen Buddhismus. Er ist ein Neffe des 13. Dalai Lama und galt seit seinem fünften Lebensjahr als Reinkarnation des neunten Regenten von Tibet (regierte 1886–1895).
Er war Mitglied der Chinesischen Buddhistischen Gesellschaft und der Politischen Konsultativkonferenz des Chinesischen Volkes (CPPCC).